# یوکی موتو
یوکی موتو (ژاپنی: 武藤 友樹؛ زادهٔ ۹ مهٔ ۱۹۹۵) یک بازیکن فوتبال اهل ژاپن است.
از باشگاه‌هایی که در آن بازی کرده‌است می‌توان به باشگاه فوتبال ماتسوموتو یاماگا اشاره کرد.